# Sabine Landgraf
Sabine Landgraf, geborene Pönitz (* 4. April 1954 in Meißen), ist eine deutsche Politikerin (DSU).

## Leben und Beruf
Sabine Landgraf war vor 1990 als Laborantin in der Molkereigenossenschaft Glauchau in Reinholdshain tätig.

## Politik
Sabine Landgraf wurde im März 1990 im Wahlkreis Karl-Marx-Stadt für die DSU in die Volkskammer gewählt. Im Oktober 1990 gehörte sie zu den 144 Abgeordneten, die von der Volkskammer in den Bundestag entsandt wurden. Dem Bundestag gehörte sie bis zum Ende der Wahlperiode im Dezember 1990 an und war dort Gast der CDU/CSU-Fraktion.